# ۲۰٬۰۰۰ فرسنگ زیر دریا (فیلم ۱۹۱۶)
۲۰٬۰۰۰ فرسنگ زیر دریا (انگلیسی: 20,000 Leagues Under the Sea) فیلمی به کارگردانی استوارت پاتون است که در سال ۱۹۱۶ منتشر شد. این فیلم بر اساس رمان بیست هزار فرسنگ زیر دریا اثر ژول ورن ساخته شده است. بخش‌هایی از رمان جزیره اسرارآمیز ژول ورن نیز در این فیلم جای دارد.